# Murui Huitoto

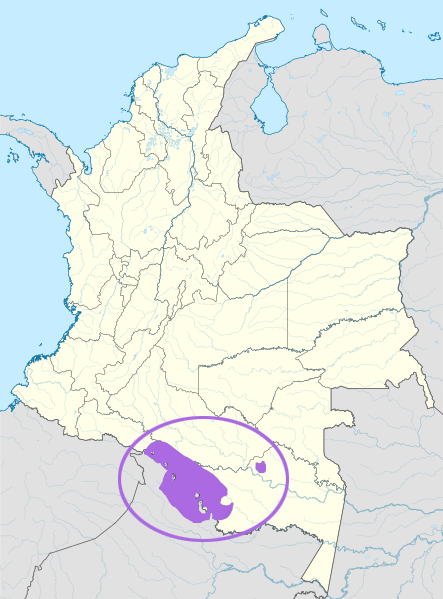
Murui Huitoto.

I Murui Huitoto sono un gruppo etnico della Colombia e del Perù, con una popolazione stimata di circa 1900 persone. Questo gruppo etnico è principalmente di fede animista e parla la lingua Huitoto, Murui (codice ISO 639: HUU).
Vivono nei pressi dei fiumi Caraparana, Putumayo e Leticia e sono correlati al gruppo dei Meneca Huitoto.